# 大坝站
大坝站是位于宁夏回族自治区吴忠市青铜峡市大坝乡的一个铁路车站，邮政编码751600。车站建于1958年，有包兰铁路经过该站，现办理客货运业务，车站及其上下行区间均为电气化区段。车站距离包头站566公里，隶属兰州铁路局银川车务段，是四等站。